# Jeanne Hatto
Jeanne Hatto (Saint-Amour (Jura), 29 de gener de 1879 - París, 26 de febrer de 1958) fou una mezzosoprano francesa.
Va fer els primers estudis en el Liceu de Laon i després aconseguí els primers premis de cant, òpera i òpera còmica en el Conservatori de París. Fou professora de cant i de declamació lírica, oficial d'Instrucció publica i va aconseguir la medalla del Reconeixement francès.

## Biografia
Molt aviat, mostra unes disposicions excepcionals per al cant i els seus pares, modestos empleats però, l'envien al conservatori de Lió, d'on passa al conservatori de París.

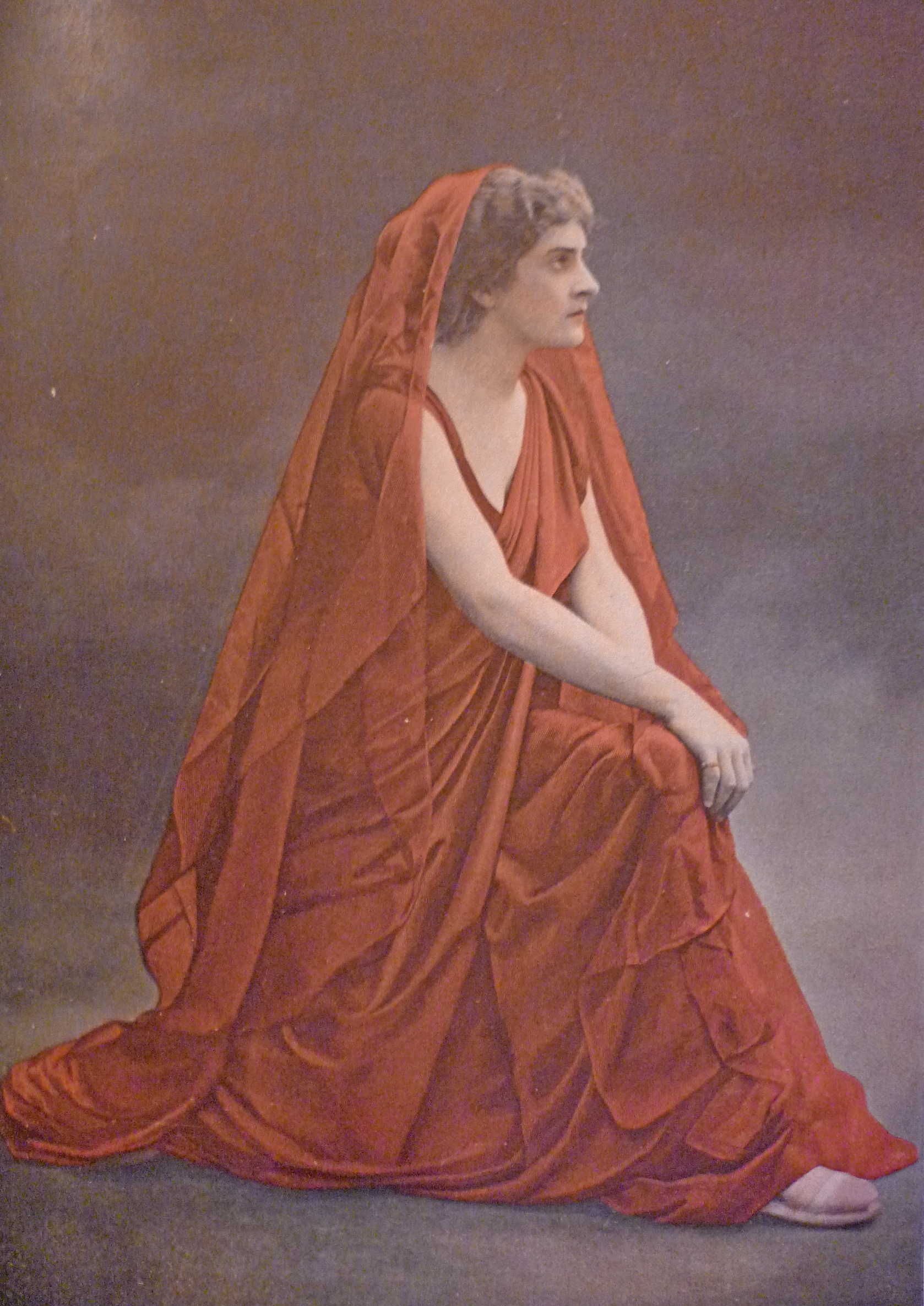
Jeanne Hatto en el paper d'Iphigénie en Tauride, al Teatre Romà d'Orange, durant l'estiu de 1900

L'any 1899, amb només vint anys, aquesta soprano va guanyar simultàniament el primer premi d'Òpera, el segon premi de l'Opéra-Comique i el primer premi de cant. Va debutar a l'Òpera de París el 29 de desembre del mateix any com Brunehaut a Sigurd, òpera d'Ernest Reyer, després va cantar el paper principal de Salammbô, una altra obra de Reyer, abans d'abordar l'univers wagnerià amb Elisabeth de Tannhäuser i Eva, de Die Meistersinger von Nürnberg (en català, Els mestres cantaires de Nuremberg). Ràpidament va comptar entre els cantants preferits, va cantar el paper d'Iole a Astarté, de Xavier Leroux, amb Louise Grandjean, Meyrianne Héglon, Albert Alvarez, Francisque Delmas, després el de Floris a Les Barbares de Saint-Saëns. La seva reputació és tal que l'any 1901 la companyia Pathé-Céleste-Phono-Cinéma li va demanar que enregistrés en cilindre algunes cançons famoses com "Ô toi qui prolongas mes jours", fragment dIphigénie en Tauride de Gluck.
Intel·ligent, culta, només viu per a la música i el cant, envoltada de grans compositors com Maurice Ravel i Gabriel Fauré, de músics com el pianista i director Alfred Cortot, tan apassionadament wagnerià com ella, d'artistes com el pintor i caricaturista Abel Faivre, l'escultor Pierre Félix-Masseau.
També va ser la companya de Louis Renault. Com es podrien creuar les trajectòries de dos éssers tan diferents? Gràcies a un d'aquells embussos que ja van paralitzar el trànsit parisenc, segons diu la llegenda. Louis Renault li va oferir una petita mansió neorrenaixentista construïda l'any 1905 al 24bis rue Alphonse-de-Neuville al 12è districte (avui 6 rue Alfred-Roll). Després de la seva separació de Louis Renault, va romandre en estret contacte amb ella fins al final; de nou, el 27 de setembre, li va enviar una carta molt afectuosa que mai llegiria, després d'haver estat empresonat durant quatre dies. Viurà entre la seva mansió privada a la rue Alfred-Roll, al 17è districte de París, i la seva propietat a Roquemaure, al Gard -dos regals de Louis, que també li paga una gran pensió i s'ocupa de totes les seves necessitats financeres.
Continuarà vinculada a persones importants com el general Messimy, Léon Daudet o el príncep Radziwill, com ho demostra la correspondència íntima (conservada a la biblioteca de l'Arsenal de París)
Entre les seves principals creacions hi figuren:
- Les Barbares de Camille Saint-Saëns;
- Astarté de Xavier Leroux;
- Salambó;
- Freyschütz;
- Sigurd;
- La Statue;
- Faust;
- Thamara, etc.